# Заляс (Остроленцький повіт)
Заляс (пол. Zalas) — село в Польщі, у гміні Лисе Остроленцького повіту Мазовецького воєводства.
Населення — 552 особи (2011).
У 1975-1998 роках село належало до Остроленцького воєводства.

## Демографія
Демографічна структура станом на 31 березня 2011 року:
|          | Загалом | Допрацездатний вік | Працездатний вік | Постпрацездатний вік |
| -------- | ------- | ------------------ | ---------------- | -------------------- |
| Чоловіки | 274     | 61                 | 185              | 28                   |
| Жінки    | 278     | 81                 | 141              | 56                   |
| Разом    | 552     | 142                | 326              | 84                   |